# Palmeria
Palmeria es un género con 37 especies de plantas de flores perteneciente a la familia Monimiaceae. 

## Especies seleccionadas
- Palmeria acuminata Kaneh. & Hatus.
- Palmeria angica Kaneh. & Hatus.
- Palmeria arfakiana Becc.
- Palmeria brassii Philipson
- Palmeria clemensae Philipson
- Palmeria coriacea C.T.White
- Palmeria dallmannensis Kaneh. & Hatus.
- Palmeria fengeriana Perkins